# Straja (gmina)
Straja – gmina w Rumunii, w okręgu Suczawa. Obejmuje tylko jedną miejscowość Straja. W 2011 roku liczyła 5094 mieszkańców.